# Casseneuil
Casseneuil település Franciaországban, Lot-et-Garonne megyében. Lakosainak száma 2340 fő (2022. január 1.). Casseneuil Sainte-Livrade-sur-Lot, Bias, Lédat, Pailloles, Pinel-Hauterive és Saint-Pastour községekkel határos.

## Népesség
A település népességének változása:
| Lakosok száma | 2459 | 2684 | 2465 | 2377 | 2337 | 2360 | 2386 | 2433 | 2402 | 2340 |
|               | 1968 | 1982 | 1990 | 2006 | 2013 | 2015 | 2017 | 2019 | 2020 | 2022 |